# تپاوا
تپاوا (به بلغاری: Tepava) یک منطقهٔ مسکونی در بلغارستان است که در شهرستان لووچ واقع شده‌است.